# Гаюр, Сафват
Сафват Гаюр (англ. Safwat Ghayur) — генерал пограничной полиции Пакистана, занимал должность командира этой службы.

## Биография
Родился 14 июля 1959 года в пакистанском городе Пешаваре. В 1981 году поступил на службу в полицию Пакистана, дослужился до начальника полиции Пешавара. В 1997 году в перестрелке с боевиками получил пулевое ранение в плечо. В декабре 2009 года был назначен командиром пограничной полиции Пакистана, военизированном формировании федерального подчинения, выполняющего функцию надзора за соблюдением закона и порядка в пограничной зоне. 
4 августа 2010 года на Сафвата Гаюра было совершено покушение в Пешаваре. Террорист-смертник взорвал себя в тот момент, когда Гаюр уезжал с работы на своём автомобиле. В результате этого теракта Сафват Гаюр и случайный прохожий скончались на месте, еще двое граждан умерли позже в больнице. При взрыве использовалось восемь килограммов взрывчатых веществ, оторванная голова террориста-смертника была найдена примерно в 20 футах от взорванного транспортного средства Сафвата Гаюра. 
5 августа 2010 года состоялись похороны Сафвата Гаюра, в провинции Хайбер-Пахтунхва был объявлен день траура. На похоронах присутствовали министр внутренних дел Пакистана Рехман Малик и губернатор Хайбер-Пахтунхвы Оваис Ахмед Гани. 